# Skytale
Die Skytale (altgriechisch σκυτάλη skytálē, „Stock“, „Stab“) ist das älteste bekannte militärische Verschlüsselungsverfahren. Von den Spartanern wurden bereits vor mehr als 2500 Jahren geheime Botschaften nicht im Klartext übermittelt. Zur Verschlüsselung diente ein (Holz-)Stab mit einem bestimmten Durchmesser (Skytale).

## Technische Details

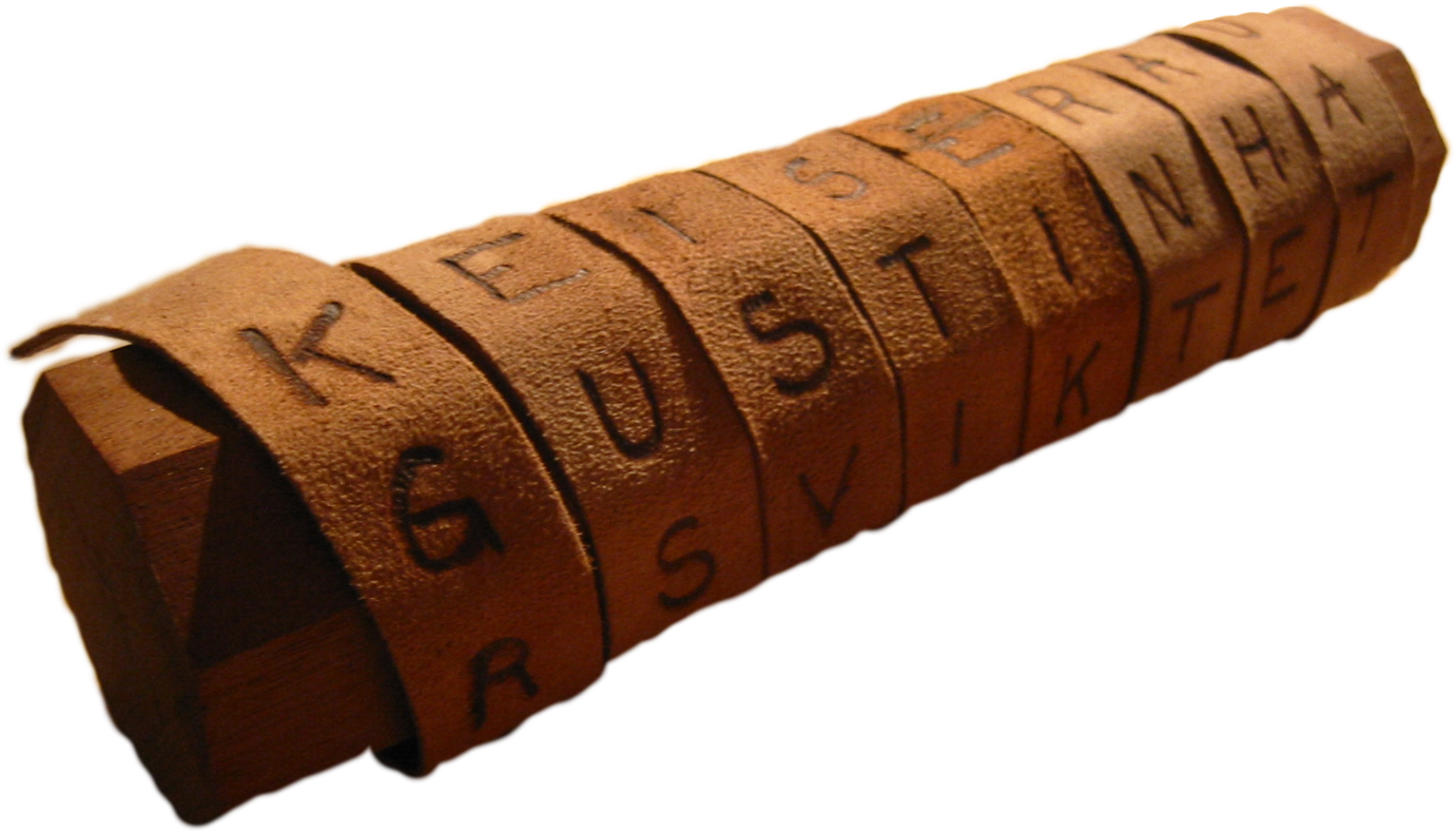
Skytale mit Lederstreifen

Um eine geheime Nachricht zu verfassen, wickelte der Absender ein Pergamentband oder einen Streifen Leder wendelförmig um die Skytale, schrieb die Botschaft längs des Stabs auf das Band und wickelte es dann ab. Das Band ohne den Stab wird dem Empfänger überbracht. Fällt das Band in die falschen Hände, so kann die Nachricht nicht gelesen werden, da die Buchstaben scheinbar willkürlich auf dem Band angeordnet sind. Der richtige Empfänger des Bandes konnte die Botschaft mit einer gleich dicken Skytale (einem Stab mit dem gleichen Durchmesser) lesen. Der Durchmesser des Stabes ist somit der geheime Schlüssel bei diesem Verschlüsselungsverfahren.
Die Skytale gehört zu den kryptographischen Transpositionsverfahren.

## Geschichtlicher Hintergrund
Eine Analyse Herodots deutet darauf hin, dass antike Verschlüsselungsverfahren ihren Ursprung im antiken Nahen Osten haben. Hier ist noch nicht von der Skytale die Rede, wohl aber von anderen Verschlüsselungstechniken, mit denen geheime Textnachrichten ausgetauscht wurden, und zwar in einer Zeit, in der Lese- und Schreibkompetenzen (Alphabetschrift) im antiken Griechenland noch nicht weit verbreitet waren. So soll der ehemalige spartanische Eurypontiden-König Damaratos die Griechen vor dem Feldzug des persischen Großkönigs Xerxes von 480 v. Chr. gewarnt haben, indem er seine Nachricht auf das Holz einer Wachstafel ritzte und die Buchstaben unter der Wachsschicht verborgen haben soll (Herodot 7,239). Damaratos befand sich im Exil am Hof des persischen Großkönigs und ließ die Wachstafel heimlich nach Sparta senden, wo die Agiadin Gorgo die versteckte Nachricht entschlüsselt haben soll.
Klare Hinweise auf Verschlüsselung mithilfe der Skytale geben erst Quellen aus späterer Zeit: In seiner Lebensbeschreibung des spartanischen Heerführers Pausanias berichtet Cornelius Nepos (Paus. 3,4) von einer mit Hilfe der Skytale chiffrierten Botschaft. Pausanias sei, als er sich beim Heer in Kleinasien aufhielt, in Verdacht geraten, einen Umsturz zu planen, und mithilfe einer per Skytale verschlüsselten Nachricht in die Heimat zurückbeordert worden. Es wird vermutet, dass er in seiner Eigenschaft als Vormund des noch minderjährigen Königs Pleistarchos Zugriff auf die Skytale hatte, die er zum Dechiffrieren benötigte.
Ein anderes Beispiel überliefert der griechische Historiker Plutarch. Er beschreibt in seiner Biografie des spartanischen Generals Lysander, wie dieser während des Peloponnesischen Krieges (431 v. Chr. – 404 v. Chr.) einen Angriff der Perser vereiteln konnte. Die entsprechende Vorwarnung erfolgte dabei in Form einer Botschaft, die mit einer Skytale verschlüsselt wurde.
Durch ihre einfache Handhabung und das (für die damalige Zeit) hohe Maß an Sicherheit, das sie bot, fand die Skytale auch Verbreitung im persischen Reich. Wie fortschrittlich dieses System des Buchstaben-Vertauschens, also der Transposition, ist, beweist die Tatsache, dass Transposition nach dem Untergang der klassischen Kultur erstmals wieder im Mittelalter auftaucht.